# Fawzy Al-Aiedy
 (mai 2011).
Si vous disposez d'ouvrages ou d'articles de référence ou si vous connaissez des sites web de qualité traitant du thème abordé ici, merci de compléter l'article en donnant les références utiles à sa vérifiabilité et en les liant à la section « Notes et références ».
Fawzy Al-Aiedy est un auteur-compositeur-interprète, chanteur et joueur de oud né à Basrah en Irak en 1950.

## Biographie
Il a étudié à l'Institut de Musique de Bagdad et la musique traditionnelle orientale (luth et chant) ainsi que la musique occidentale (hautbois classique). Il a été nommé aux Django D'Or, dans la catégorie « Musiques Traditionnelles du Monde » en 2005. Son album Noces-Bayna et son spectacle Radio Bagdad a été le coup de cœur du jury de Babel Med Music et de l'Académie Charles-Cros en 2009. Il a également remporté le Prix Loisir Jeune avec son album Amina.
Il arrive en France le 6 septembre 1971, jour choisi pour son anniversaire, ne connaissant pas sa date de naissance précise. Il est l'un des principaux précurseur du mouvement "Oriental jazz".[réf. nécessaire]
Fawzy Al Aiedy vit maintenant à Strasbourg.

## Discographie
- 1976 : Silence (Chant du monde)
- 1978 : Bagdad (Club du disque arabe)
- 1981 : Amina (Chansons et musiques pour enfants / Arc en Ciel - Studio SM)
- 1983 : La Terre (avec K. Erguner et F. Rabbath / Arc en Ciel - Studio SM)
- 1987 : Scheherazade (avec R. Garcia-Fons / Arc en Ciel  - Studio SM)
- 1990 : Paris Bagdad (Barclay)
- 1992 : Tarab - Fawzy Al-Aiedy & l'Oriental jazz (Musiques en Balade / Barclay)
- 1995 : Trobar E Tarab (voix occitane et arabe des Troubadours avec G. Zuchetto et M. Rousset)
- 1998 : Dounya (chansons traditionnelles pour enfants - Universal jeunesse)
- 1999 : Le Paris Bagdad (musique acoustique inspirée de la tradition orientale - Musiques en Balade / Buda Musique)
- 2000 : Oud Aljazira (musique du Proche-Orient classique et populaire - Musiques en Balade / Buda Musique)
- 2009 : Noces-Bayna (chansons traditionnelles de France & d'Arabie - Musiques en Balade / Buda Musique / PIAS)
- 2012 : Radio Bagdad (oriental groove - Institut du Monde Arabe / PIAS)

## Prix & distinctions
- 2009 : Coup de cœur du jury de Babel Med Music
- 2009 : Coup de cœur de l'Académie Charles-Cros[3] pour le CD Noces Bayna
- 2007 : Nommé en Django D'or catégorie "Musiques Traditionnelles du Monde"
- 1981 : Prix Loisir Jeune pour Amina
- Sélectionné par J-L Foulquier (Les Enfants de la Zique - Francofolies)
- Sélectionnée par le CNDP, aujourd'hui Réseau Canopé (Livre CD Fête de la Musique)
- Sélectionné par le JMF et le Festival MINO (JMF / ADAMI)

## Collaborations

### Jeune public
- 1988 : J'ai 5 ans, J'écoute, Je chante
- 2000 : Ma Compil - La première compil des enfants !
- 2002 : Fleur de sable
- 2003 : Mangue Alizé Papaye
- 2003 : Le Tour du Monde en Chansons - Moyen-Orient
- 2003 : Le Tour du Monde en Chansons - Méditerranée
- 2016 : Noces Bayna avec les classes de CM1-CM2 Mozart.

### Compilations
- 2001 : Le luth des virtuoses
- 2001 : Troubadours Art Ensemble
- 2002 : Fleur de sable

## Filmographie
- 2010 : L'Autre Dumas de Safy Nebbou avec Gérard Depardieu et Benoît Poelvoorde

## Sources